# ألما دونكان
ألما دونكان هي مصممة طوابع البريد ورسامة رسوم متحركة ورسامة كندية، ولدت في 1 أكتوبر 1917، وتوفيت في 15 ديسمبر 2004 في أوتاوا في كندا.